# Население Техаса
Техас является вторым по численности населения штатом США. В последние десятилетия он переживает сильный прирост населения. В Техасе находится ряд крупных городов, а также множество малых городов и сельских районов. Большая часть населения Техаса проживает в крупных городах — Хьюстоне, Сан-Антонио, Далласе, Остине и Эль-Пасо.

## Население
Согласно переписи населения США 2010 года, в Техасе проживает 25,1 миллиона жителей, на 4,3 миллиона больше чем в 2000 году. Прирост населения происходил во всех трёх подкатегориях: естественный прирост (число родившихся превысило число умерших), чистая иммиграция, а чистая миграция. В 1990-х Техас обошёл штат Нью-Йорк по численности, став вторым по величине в США после Калифорнии.
Рост населения Техаса между 2000 и 2010 годами является самым высоким приростом населения по числу людей, среди всех штатов США в течение этого периода времени. Значительным увеличением населения Техаса отчасти можно объяснить тот факт, что жилье в Техасе во время кризиса 2009 года не потеряло в цене так сильно, как в других штатах. В Техасе проживает больше жителей, чем в Австралии.
По оценкам 2004 года, в штате проживало 3,5 миллиона человек (15,6 % от всего населения штата), родившихся за пределами США. 1,2 миллиона (5,4 % от общего населения) являлись нелегальными иммигрантами. В 2010 году примерно 6 % населения Техаса являются нелегальными иммигрантами, что является пятым показателем среди всех штатов.
Согласно переписи 2010 года возраст 7,7 % жителей Техаса меньше 5 лет, 27,3 % не достигли 18-летнего возраста, а 10,3 % не моложе 65 лет. 50,4 % жителей Техаса — женщины.
Центр населённости Техаса находится в округе Белл в городе Холланд.

## Расовый состав
| Демография Техаса                                     | Демография Техаса | Демография Техаса | Демография Техаса                  | Демография Техаса | Демография Техаса          |
| Год                                                   | Белые             | Афроамериканцы    | Индейцы или коренные жители Аляски | Азиаты            | Гавайцы или жители Океании |
| ----------------------------------------------------- | ----------------- | ----------------- | ---------------------------------- | ----------------- | -------------------------- |
| 2000 (всё население)                                  | 84,54 %           | 12,09 %           | 1,09 %                             | 3,13 %            | 0,16 %                     |
| 2000 (испаноязычное население)                        | 31,14 %           | 0,42 %            | 0,40 %                             | 0,13 %            | 0,06 %                     |
| 2005 (всё население)                                  | 84,14 %           | 12,09 %           | 1,10 %                             | 3,62 %            | 0,17 %                     |
| 2005 (испаноязычное население)                        | 34,14 %           | 0,52 %            | 0,42 %                             | 0,15 %            | 0,06 %                     |
| Прирост за 2000—2005 годы (всё население)             | 9,10 %            | 9,62 %            | 10,56 %                            | 27,02 %           | 21,27 %                    |
| Прирост за 2000—2005 годы (неиспаноязычное население) | 2,59 %            | 8,66 %            | 8,69 %                             | 27,07 %           | 17,81 %                    |
| Прирост за 2000—2005 годы (испаноязычное население)   | 20,26 %           | 36,40 %           | 13,80 %                            | 25,99 %           | 27,72 %                    |

Согласно данным переписи 2010 года 70,4 % жителей Техаса являются белыми американцами, 11,8 % являются афроамериканцами, 3,8 % являются американцами азиатского происхождения, 0,7 % являются представителями коренных народов, а 0,1 % — гавайцы и жители Океании. Другую расу указали 10,5 % жителей Техаса, а 2,7 % являются представителями смешанных рас. 37,6 % населения Техаса являются испаноязычными, при этом неиспаноязычных белых в штате 45,3 %.
Американцы английского происхождения превалируют в центральной, восточной и северной частях Техаса, в то время как американцы немецкоязычного происхождения живут преимущественно на западе и в центре штата. Афроамериканцы, исторически составляющие примерно треть населения, живут преимущественно на востоке Техаса, в метрополиях Далласа и Хьюстона.

### Европейцы
В Техасе живут потомки выходцев из многих европейских стран. Это связано как с историческими причинами, так и нынешней динамикой. Первыми были немцы, поселившиеся в районе нынешних Фредериксберга и Нью-Браунфелса. Во многом из-за революций 1848—1849 годов в штат потянулись голландцы, швейцарцы, австрийцы, поляки, русские, шведы, норвежцы, чехи, словаки, итальянцы и французы. Волна иммиграции продолжалась и во время первой мировой войны. Европейские национальные особенности до сих пор видны в названиях некоторых городов, архитектуре, музыке и кухне Техаса. Например, округ Лавака на четверть состоит из потомков выходцев из Чехии, в Сегине находится большое сообщество американцев словацкого происхождения, а в городе Нидерланд живет большое количество потомков голландцев. Согласно переписи населения США в 1980 году в Техасе больше всего было выходцев из Великобритании (3 083 323 человека или 27 %), даже несмотря на то, что многие из потомков первых переселенцев предпочитают называть себя американцами.

### Испаноязычное население
По данным 2007 года 36 % техасцев имеют испанские корни. В их числе как недавние иммигранты из Мексики, Центральной и Южной Америк, так и Техано, живущие в Техасе с 1700-х годов. Техано являются крупнейшей испаноязычной группой в округе Дувол, а также в округе Бехар, в котором находится Сан-Антонио. Испанское население Техаса продолжает расти за счет иммиграции, в том числе нелегальной.
Испанское население доминирует на юге и западе штата, а также в Далласе, Хьюстоне и Остине. Из-за высокой рождаемости в испаноязычных семьях средний возраст в Техасе меньше, чем средний по США. Рождаемость в испаноязычных семьях превысила рождаемость в семьях белых в начале 1990-х годов, а в 2007 году впервые количество родившихся в семьях испаноязычных превысило половину от всех родившихся в штате, 50,2 %.

### Афроамериканцы
Большинство афроамериканцев в Техасе проживают на востоке штата, а также в метрополиях Далласа и Хьюстона. Афроамериканцами являются 24 % жителей каждого из этих городов, а также 19 % Форта-Уэрт, 8,1 % Остина и 6,9 % в Сан-Антонио. На юге Далласа, востоке Форта-Уэрт и юге Хьюстона афроамериканцы составляют большинство населения. Сильный рынок труда в 1995—2000 годах помог Техасу войти в тройку южных штатов с наибольшим количеством переехавших выпускников.

### Азиаты
В последние годы число американцев азиатского происхождения в Техасе выросла, особенно на западе Хьюстона, в округе Форт-Бенд к юго-западу от Хьюстона, западном и северном пригородах Далласа, и Арлингтоне вблизи Форт-Уэрт. Крупнейшие азиатские группы в Техасе составляют вьетнамцы, выходцы из южной Азии, китайцы, филиппинцы, корейцы и американцы японского происхождения. Промысел креветок в Мексиканском залива также привлёк большое количество азиатов в 1970—1980 годах.

### Коренные народы США
На нынешней территории Техаса проживали племя Алабама, Апачи, народ Атакапа, Кэддо, Чероки, Чикасо, Чокто, Команчи, Коасати, Каранкава, Кайова, Липаны, Крики, Натчез, Куапо, Семинолы, Тонкава, Уичита и другие племена индейцев.
В настоящий момент на федеральном уровне признаны три племени, базирующиеся в Техасе:
- Племя Алабама-Коасати в Восточном Техасе[6]
- Племя Кикапу в долине реки Рио-Гранде[6]
- Ислета Дель Сур Пуэбло в Эль-Пасо[7]

На уровне штата также признано племя Липанов-Апачей близ Далласа.

### Демографические тенденции
По утверждениям специалиста по демографии населения из университета Райса и бывшего главы Бюро переписи населения США Стива Мёрдока, основная группа белых американцев стареет, в то время как средний возраст белых меньшинств остается относительно небольшим. Согласно Мёрдоку два из трёх ребенка в Техасе не являются неиспаноязычными белыми. Мёрдок также предсказал, что в период между 2000 и 2040 (предполагается, что показатель чистой миграции составит половину от 1990—2000), число испанских детей, записавшихся в школу, вырастет на 213 процентов, в то время как число записей неиспаноязычных белых сократится на 15.
| Язык                                                           | Процент населения 5 лет и старше (в 2010 году) |
| -------------------------------------------------------------- | ---------------------------------------------- |
| Испанский                                                      | 29,21 %                                        |
| Вьетнамский                                                    | 0,75 %                                         |
| Китайский                                                      | 0,42 %                                         |
| Немецкий                                                       | 0,33 %                                         |
| Тагальский                                                     | 0,29 %                                         |
| Французский                                                    | 0,25 %                                         |
| Корейский и Урду (каждый)                                      | 0,24 %                                         |
| Хинди                                                          | 0,23 %                                         |
| Арабский                                                       | 0,21 %                                         |
| Нигеро-конголезские языки Западной Африки (Игбо, кру и Йоруба) | 0,15 %                                         |

## Языки
По данным на 2010 год 65,80 % (14 740 304) жителей Техаса в возрасте от 5 лет использовали английский язык в качестве родного, тогда как 29,21 % (6 543 702) говорит на испанском, 0,75 % (168 886) на вьетнамском, а китайский (включая кантонский и севернокитайский) является национальным языком 0,56 % (122 921) жителей Техаса.
Другие используемые в Техасе языки включают в себя немецкий (включая Техасский диалект немецкого), на котором говорят 0,33 % (73 137), тагальский — 0,29 % (73 137), и французский (включая кажунский диалект), на котором общаются 0,25 % (55 773) техасцев.
Всего в Техасе английский не является родным языком для 34,20 % (7 660 406) человек возраста от 5 лет и старше.

## Религия
Техас является частью социально-консервативного библейского пояса, основывающегося на евангельском протестантизме. В метроплексе Даллас—Форт-Уэрт находятся три основные евангельские семинарии и несколько крупнейших американских мегацерквей, в Хьюстоне находится самая большая церковь в стране церковь Лейквуда, а в Лаббоке находится самое большое количество церквей на душу населения по стране.
Согласно ассоциации архивов религиозных данных в 2010 году религиозная демография Техаса выглядела следующим образом:
- Евангельский протестантизм — 25,7 %
- Римско-католическая церковь — 18,6 %
- Протестантизм — 6,2 %
- Другие отслеживаемые опросом религии — 3,7 %
- Афро-американский протестантизм — 1,4 %
- Православие — 0,1 %
- Неверующие и не отслеживаемые опросом религиозные группы — 44,3 %

В 2010 году крупнейшими по числу прихожан конфессиями были Римско-католическая церковь (4 673 500 человек), Южная баптистская конвенция (3 721 318) и Объединённая методистская церковь (1 035 168). Евангельско-протестантское христианство оказывало сильное социальное, культурное и политическое влияние в Техасе на протяжении все истории штата, но не все техасцы разделяют точку зрения этой христианской религиозной доктрины. Остин, столица штата, является более светским и либеральным сообществом.

## Населённые пункты
Шесть городов в Техасе имеют население более 500 000 человек, три из которых (Хьюстон, Даллас и Остин) входят в список глобальных городов.
В Техасе находятся 25 агломераций, численность в двух из которых превышает 6 миллионов, а еще двух — более миллиона. В Техасе также находится три города с населением выше одного миллиона человек: Хьюстон, Сан-Антонио и Даллас. Это самый высокий показатель, который Техас делит с Калифорнией. Остин, Форт-Уэрт и Эль-Пасо входят в число 25 крупных городов США.
В техасском городском треугольнике, границы которого пролегают по межштатным автомагистралям I-35 (от Далласа и Форт-Уэрт через Остин до Сан-Антонио), I-45 (из Далласа в Хьюстон) и I-10 (из Хьюстона в Сан-Антонио), находится большинство крупнейших городов и метрополий, а также проживает почти 70 % населения Техаса.